# حمله با چاقو ۲۰۱۷ هامبورگ
حمله با چاقو ۲۰۱۷ هامبورگ یک حادثه بود که در ۲۸ ژوئیه ۲۰۱۷ در هامبورگ آلمان رخ داد.

## حمله
در ساعت ۳ بعد از ظهر در تاریخ ۲۸ ژوئیه ۲۰۱۷، احمد الهاو، یک پناهجوی ناموفق فلسطینی، به یک سوپرمارکت ادکا در خیابان Fuhlsbüttler Strasse در منطقه بارمبک هامبورگ رفت. او یک چاقوی آشپزخانه به طول ۲۰ سانتی‌متر از قفسه سوپرمارکت برداشت و از آن برای حمله به چند نفر، از جمله کشتن یک مرد ۵۰ ساله آلمانی استفاده کرد. دویچه وله علاوه بر قتل، ۶ زخمی را نیز گزارش کرد. به گفته شاهدان عینی این مرد در هنگام حمله «الله اکبر» فریاد می‌زد. دادستان گفت که امیدوار بود به عنوان یک شهید بمیرد (نه اینکه زنده بماند).

## مظنون
اشپیگل گزارش داد که مظنون در صحنه دستگیر شد، مهاجم به عنوان یک پناهنده به نام احمد ای (Ahmad A) بود که ادعا ارتباط با فرقه سلفی داشت، او همچنین مشکلات روانی و مواد مخدر داشت. وی ۲۶ ساله، فلسطینی‌تبار و متولد امارات متحده عربی بود که در سال ۲۰۱۵ وارد آلمان شد. اندی گروت، وزیر کشور هامبورگ اظهار داشت که مظنون «به عنوان یک اسلام‌گرا شناخته می‌شد اما یک جهادگر نبود».
روزنامه برلین Der Tagesspiegel با استناد به منابع امنیتی، گزارش داد که عامل جنایت یک پناهجوی ناموفق بود که برای پلیس آلمان شناخته شده بود. وی قبل از حمله، به لیست ۸۰۰ مظنون اسلامی در هامبورگ اضافه شده بود. آژانس خبری DPA گزارش داد که مقامات امنیتی در حال بررسی مدارکی هستند که این شخص دارای ارتباطات سلفی است. او منتظر اخراج بود، اما به دلیل نداشتن «مدارک شناسایی و سفر» دیپورت نشده بود. دادستان‌های آلمان ادعا می‌کنند که مهاجم انگیزه ای «اسلام‌گرای رادیکال» داشته‌است، محققان هیچ ارتباطی با گروه‌های جهادی پیدا نکرده‌اند. مهاجم فیلم‌های تبلیغاتی داعش را به صورت آنلاین تماشا کرده بود که طی مدت زمانی وی را رادیکال می‌کرد.